# Claudine Vierstraete
Claudine Vierstraete (ur. 11 lutego 1960 w Torhout) – belgijska kolarka torowa i szosowa, wicemistrzyni świata w kolarstwie torowym.

## Kariera
Największy sukces w karierze Claudine Vierstraete osiągnęła w 1981 roku, kiedy na torowych mistrzostwach świata w Brnie zdobyła srebrny medal w sprincie indywidualnym. W wyścigu tym wyprzedziła ją jedynie kolejna reprezentantka Stanów Zjednoczonych – Sheila Young, a trzecie miejsce zajęła Claudia Lommatzsch z RFN. Trzy lata wcześniej Vierstraete zdobyła złoty medal w wyścigu ze startu wspólnego na juniorskich mistrzostwach Belgii w kolarstwie szosowym. Nigdy nie wystartowała na igrzyskach olimpijskich.